# Anders Lindegaard
Anders Rosenkrantz Lindegaard, né le 13 avril 1984 à Odense (Danemark), est un footballeur international danois qui évolue au poste de gardien de but.

## Carrière

### Odense
Formé au Odense Boldklub, Lindegaard dispute son premier match professionnel le 19 novembre 2006 face au Silkeborg IF.

### Aalesunds
Il rejoint ensuite le club norvégien Aalesunds. Début novembre 2010, des rumeurs annoncent son départ à Manchester United. Peter Schmeichel, l'ancien gardien danois des Red Devils donne son opinion et prétend que Lindegaard n'est toujours pas prêt à évoluer dans la Premier League.

### Manchester United
Le 27 novembre 2010, Lindegaard signe un contrat de trois ans et demi à Manchester United même s'il ne peut officiellement rejoindre le club mancunien qu'à l'ouverture du marché des transferts hivernal. Le 29 janvier 2011, il fait ses débuts avec le club mancunien face à Southampton en Coupe d'Angleterre (victoire 2-1).

### West Bromwich Albion
Le 31 août 2015, en manque de temps de jeu à Manchester United, il s'engage pour deux ans avec West Bromwich Albion.
Le 23 janvier 2016, il est prêté à Preston North End jusqu'à la fin de la saison 2015-2016.

### Preston North End
Le 3 juillet 2016, il rejoint Preston North End. Il prend part à dix matchs avec le club anglais avant d'être libéré lors de l'été 2017.

### Burnley FC
Le 21 septembre 2017, Lindegaard s'engage pour une saison avec le Burnley FC. Il ne joue aucun match lors de sa première saison sous le maillot des Clarets.
Le 26 juillet 2018, le gardien danois participe à sa première rencontre avec Burnley en entrant en cours de jeu à la place de Nick Pope lors d'un match de Ligue Europa contre Aberdeen. Il quitte Burnley à l'issue de son contrat le 1er juillet 2019 après avoir seulement joué deux matchs.

### Helsingborgs IF
Le 18 juillet 2019, il s'engage pour deux ans avec le club suédois du Helsingborgs IF.

### En sélection
Le 7 septembre 2010, Lindegaard honore sa première sélection en A lors du match comptant pour les éliminatoires de l'Euro 2012 face à l'Islande (victoire 1-0). Le 19 mai 2012, Lindegaard est retenu par le sélectionneur Morten Olsen comme troisième gardien du Danemark pour l'Euro 2012.

## Palmarès

### En club
- Aalesunds FK
  - Vainqueur de la Coupe de Norvège en 2010.

- Manchester United
  - Champion d'Angleterre en 2013.

## Engagement
En 2012, il s'élève contre l'homophobie qui serait monnaie courante chez les supporters, pour qui l'homosexualité serait un sujet tabou, empêchant les footballeurs professionnels homosexuels d'effectuer leur coming out.